# Saint-Nazaire-de-Pézan
Saint-Nazaire-de-Pézan település Franciaországban, Hérault megyében. Lakosainak száma 620 fő (2022. január 1.). Saint-Nazaire-de-Pézan Lansargues, Lunel, Marsillargues és Saint-Just községekkel határos.

## Népesség
A település népessége az elmúlt években az alábbi módon változott:
| Lakosok száma | 224  | 278  | 469  | 550  | 591  | 622  | 626  | 615  | 610  | 620  |
|               | 1968 | 1982 | 1990 | 2006 | 2013 | 2015 | 2017 | 2019 | 2020 | 2022 |